# Beau Biden
Joseph Robinette „Beau” Biden III (ur. 3 lutego 1969 w Wilmington, zm. 30 maja 2015 w Bethesda) – amerykański polityk, prawnik i major w armii USA. Pełnił również funkcję 44. prokuratora generalnego stanu Delaware. Biden był najstarszym dzieckiem prezydenta USA Joe Bidena i jego pierwszej żony Neilii Hunter Biden.

## Wczesne życie i rodzina

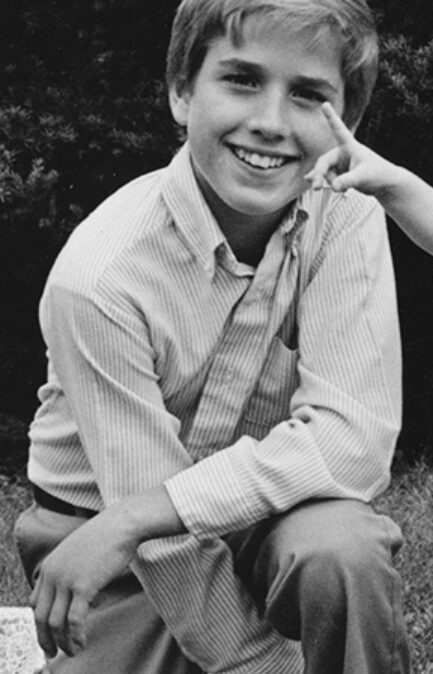
Biden jako dziecko, lata 80.

Joseph Robinette Biden III urodził się 3 lutego 1969 roku w Wilmington w stanie Delaware. Był pierwszym synem Joe Bidena (który został senatorem, wiceprezydentem i prezydentem USA) oraz jego pierwszej żony Neilii. 18 grudnia 1972 roku matka Beau i mała siostra Naomi zginęły w wypadku samochodowym podczas świątecznych zakupów. Beau miał niespełna cztery lata, a jego brat, Robert Hunter, miał niespełna trzy lata. Beau i Hunter byli w samochodzie, kiedy doszło do wypadku i odnieśli poważne obrażenia, ale przeżyli. Beau miał wiele złamań, natomiast Hunter doznał obrażeń czaszki. Obaj spędzili kilka miesięcy w szpitalu, w tym czasie ich ojciec (dwa tygodnie po samym wypadku) został zaprzysiężony na senatora.
Według niektórych relacji Beau i Hunter zachęcali swojego ojca do ponownego małżeństwa, posuwając się nawet do tego, że zapytali go „kiedy zamierzamy się pobrać”. W czerwcu 1977 roku spełniło się życzenie ośmioletniego wówczas Beau i jego „drugą matką” stała się Jill Jacobs. Jego przyrodnia siostra Ashley urodziła się w 1981.
Beau Biden poślubił Hallie Olivere w 2002 roku. Mieli dwoje dzieci – w 2004 córkę Natalie Naomi Biden, a 2006 roku syna Roberta Huntera Bidena II.

## Kariera
Biden ukończył Archmere Academy, szkołę średnią do której uczęszczał również jego ojciec. Natomiast w 1991 ukończył University of Pennsylvania. Był także absolwentem Syracuse University College of Law, podobnie jak jego ojciec. Po ukończeniu szkoły prawniczej był asystentem sędziego Stevena McAuliffe z Sądu Okręgowego Stanów Zjednoczonych w New Hampshire. W latach 1995–2004 pracował w Departamencie Sprawiedliwości Stanów Zjednoczonych w Filadelfii, najpierw jako radca prawny w Biurze Rozwoju Polityki, a później jako prokurator federalny w Biurze Prokuratora Generalnego Stanów Zjednoczonych.
W 1999, po wojnie w Kosowie, Biden przebywał w Kosowie, gdzie z ramienia OBWE szkolił sędziów i prokuratorów lokalnego wymiaru sprawiedliwości. W 2004 roku został partnerem w kancelarii Bifferato, Gentilotti, Biden & Balick, gdzie pracował przez dwa lata, zanim został wybrany na prokuratora generalnego stanu Delaware.

## Służba wojskowa
Biden wstąpił do wojska w 2003 roku i jako członek Gwardii Narodowej Armii Delaware uczęszczał do Szkoły JAG na Uniwersytecie Wirginii. Osiągnął stopień majora w Korpusie Adwokata Generalnego Sędziego w ramach 261. Brygady Łączności w Smyrnie w stanie Delaware.
Jednostka Bidena została przeznaczona do wysłana do Iraku 3 października 2008, ale najpierw została wysłana do Fort Bliss w Teksasie na szkolenie. Udali się do Iraku jeszcze w 2008 roku, gdzie Biden służył jako wojskowy prawnik. Jego ojciec brał wówczas udział w kampanii prezydenckiej jako kandydat na wiceprezydenta.
Biden przyleciał z Iraku do Waszyngtonu w styczniu 2009 na inaugurację prezydenta i zaprzysiężenie ojca na wiceprezydenta, po czym wrócił do Iraku. Ojciec odwiedził później Bidena w Camp Victory 4 lipca 2009.
Za służbę w Iraku Biden został odznaczony Brązową Gwiazdą. Po śmierci Bidena szef sztabu armii stanów zjednoczonych Raymond Odierno wygłosił mowę pochwalną na jego pogrzebie i ogłosił pośmiertne przyznanie orderu Legia Zasługi za służbę w Gwardii Narodowej Delaware. W swojej mowie Odierno stwierdził, że „Beau Biden posiadał cechy, których byłem świadkiem tylko u największych przywódców”. Biden został również pośmiertnie odznaczony medalem Delaware Conspicuous Service Cross, który przyznawany jest „za bohaterstwo, godne pochwały wywiązywanie się z obowiązków lub wybitne osiągnięcia, które mają wpływ na dobrobyt Państwa i jego mieszkańców”.

## Kariera polityczna

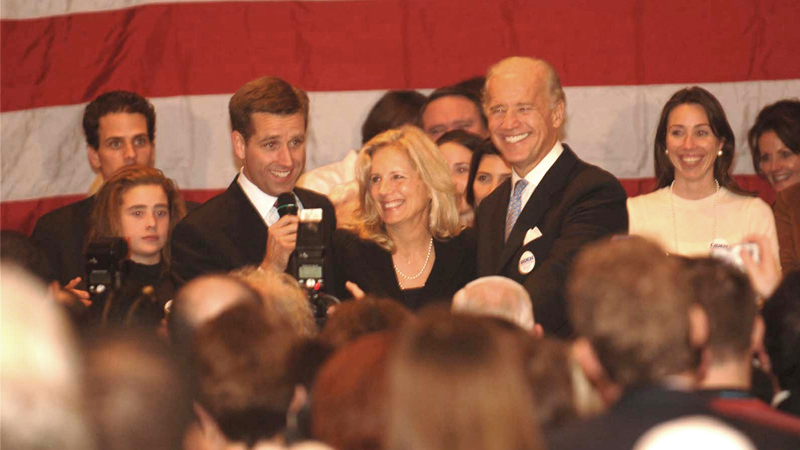
Biden wygłasza swoje zwycięskie przemówienie po tym, jak został wybrany na prokuratora generalnego stanu Delaware w 2006 roku. Obok stoją jego macocha i ojciec.

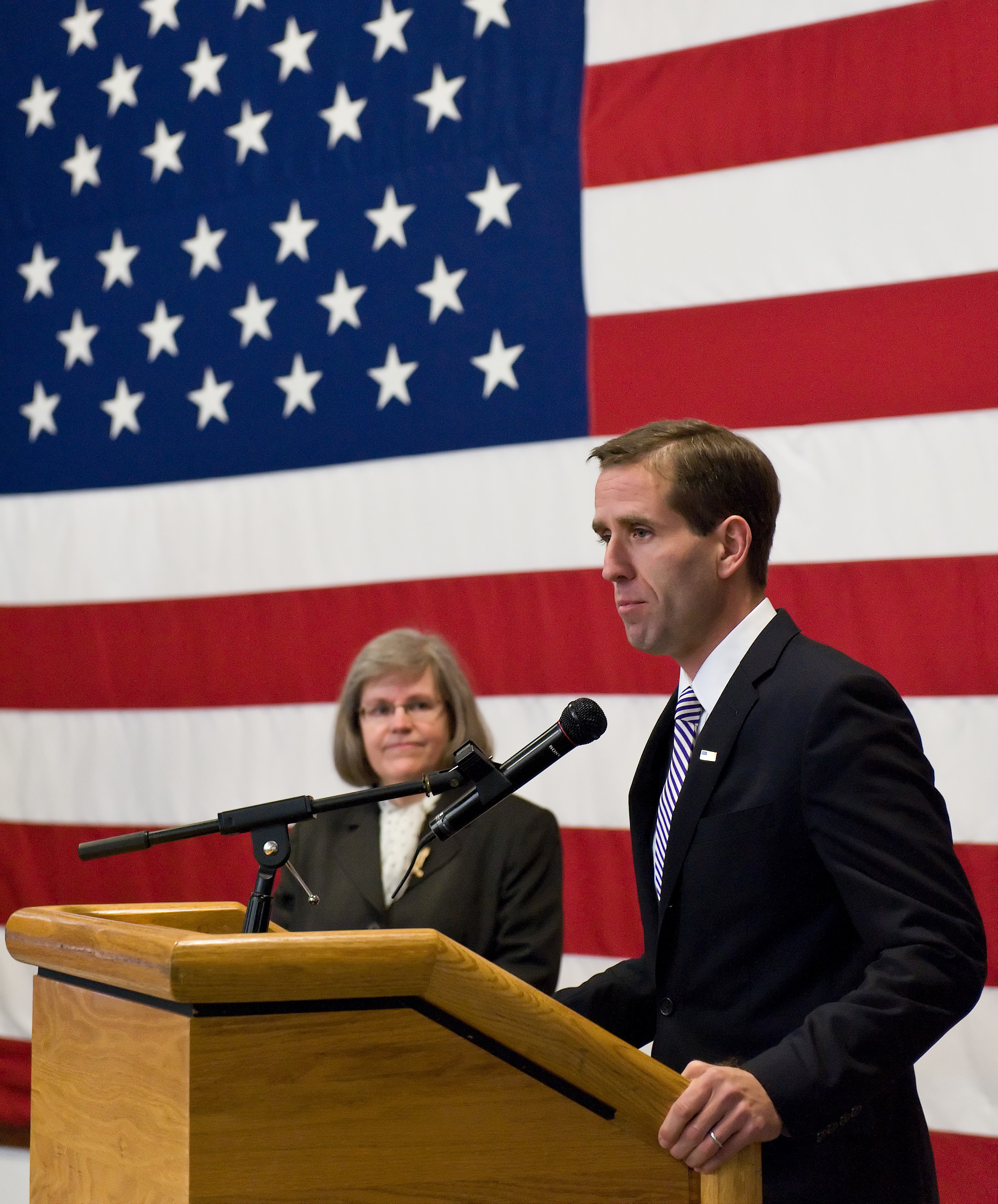
Biden i Holly Petraeus w 2012 roku

W 2006 Biden ubiegał się o swoje pierwsze stanowisko na urząd polityczny, o stanowisko prokuratora generalnego stanu Delaware. Przeciwnikiem Bidena był doświadczony prokurator stanowy i asystent prokuratora generalnego, Ferris Wharton. Główne kwestie poruszane w kampanii obejmowały doświadczenie kandydatów i proponowane działania mające na celu zajęcie się przestępcami seksualnymi, internetowymi drapieżnikami, przemocą wobec seniorów i przemocą domową. Biden wygrał wybory o około pięć punktów procentowych.
Po wyborze mianował byłego prokuratora generalnego stanu Delaware i sędziego międzynarodowego Richarda S. Gebeleina na stanowisko głównego zastępcy prokuratora generalnego, a były asystent prokuratora generalnego Richarda G. Andrewsa został mianowany prokuratorem stanowym. Jako prokurator generalny Biden wspierał i egzekwował zaostrzone wymagania rejestracyjne dla przestępców seksualnych.

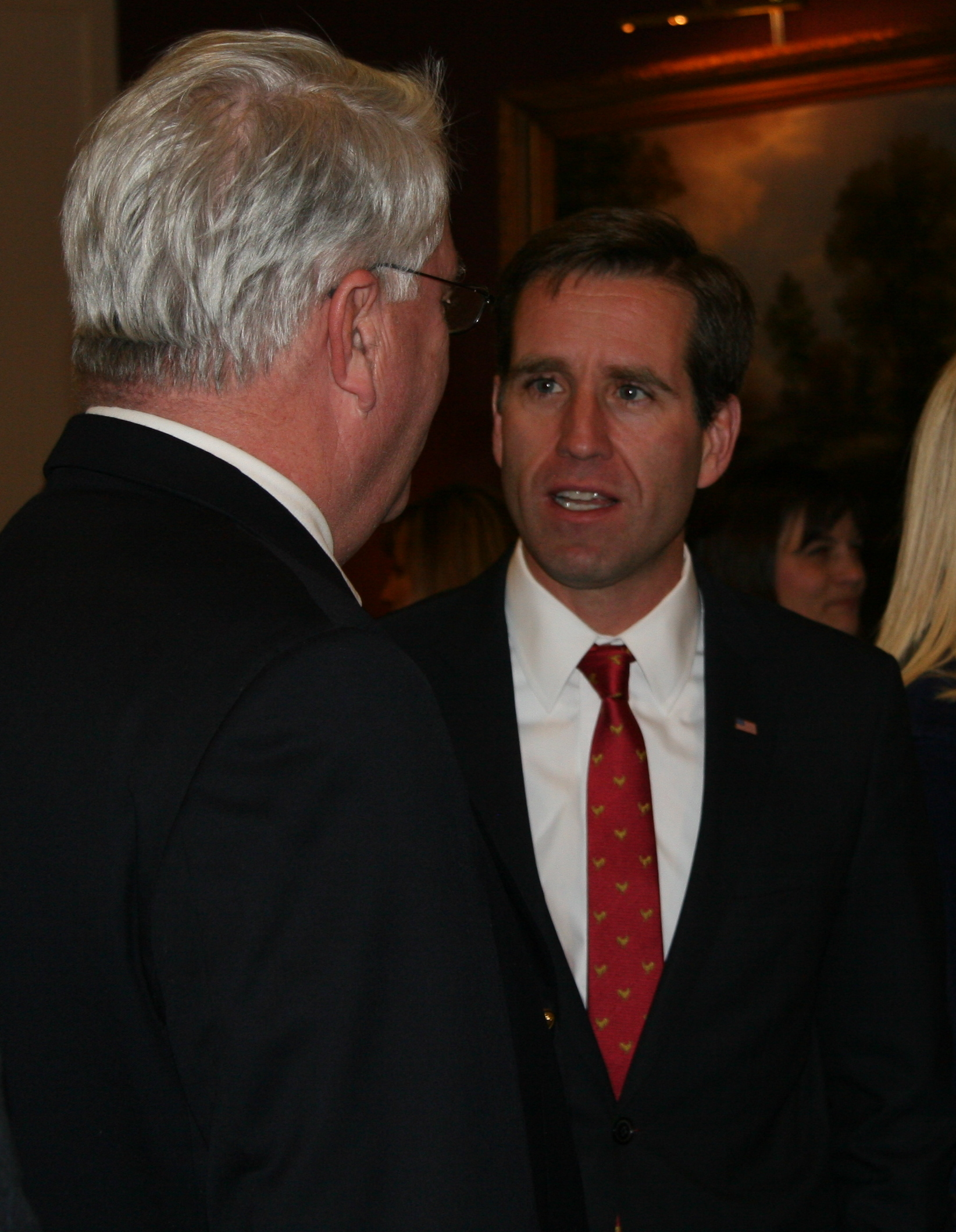
Sekretarz Rolnictwa w Delaware, Ed Kee i Biden w 2013

Po spekulacjach w mediach w październiku 2009 Biden oświadczył, że rozważa kandydowanie do Senatu i że ostateczną decyzję podejmie w styczniu. 25 stycznia Biden stwierdził jednak, że rezygnuje z kandydowania do Senatu, aby móc się skupić na dochodzeniu w sprawie Earla Bradleya, skazanego za seryjne gwałcenie dzieci.
2 listopada 2010 roku został ponownie wybrany na drugą kadencję jako prokurator generalny stanu Delaware, pokonując z dużą przewagą Douga Campbella, kandydata Independent Party of Delaware.
Biden był krytykowany za postępowanie jego biura w sprawie Roberta H. Richardsa IV. Richards pochodził z wpływowej rodziny Du Pont z Delaware i został oskarżony o napaść seksualną na własną córkę gdy była mała. Początkowo, w 2008 roku, biuro Bidena postawiło Richardsowi dwa zarzuty gwałtu drugiego stopnia, zarzuty podlegające karze co najmniej 20 lat więzienia. Jednak ostatecznie biuro prokuratora podpisało ugodę z Richardsem, w której przyznał się do jednego zarzutu gwałtu czwartego stopnia i został skazany przez sędzię Janę Jurden na 8 lat w zawieszeniu. Broniąc ugody w liście do „The News Journal”, Biden napisał: „To nie była sprawa z mocnymi dowodami i przegrana w procesie była bardzo możliwa”. Bronił również sędzi twierdząc, że wydała wyrok zgodnie z przedstawionymi faktami, a nie patrząc na status majątkowy i wpływy rodziny Du Point. Biden w dłuższym liście tłumaczył, że jego prokurator Renee Hrivnak podpisała ugodę głównie dlatego, że jedynym świadkiem przestępstwa była córka Richardsa, która w trakcie pierwszych napaści miała ok. 3 lata, a gwałty zakończyły się jak miała 5 lat. Biden bronił również Hrivnak, która rekomendowała sądowi wyrok w zawieszeniu, mówiąc, że nie mieli żadnych dowodów kryminalistycznych ani medycznych, które mogłyby potwierdzić gwałty i tylko taka ugoda dawała pewność wyroku skazującego.
Biden nie ubiegał się o wybór na kolejną, trzecią kadencję na prokuratora generalnego w 2014. Zamiast tego wiosną 2014 roku ogłosił zamiar kandydowania na gubernatora stanu Delaware, wybory miały się odbyć w 2016. W momencie ogłoszenia tej decyzji Biden wiedział już, że ma raka, ale był wówczas w okresie remisji.

## Choroba i śmierć

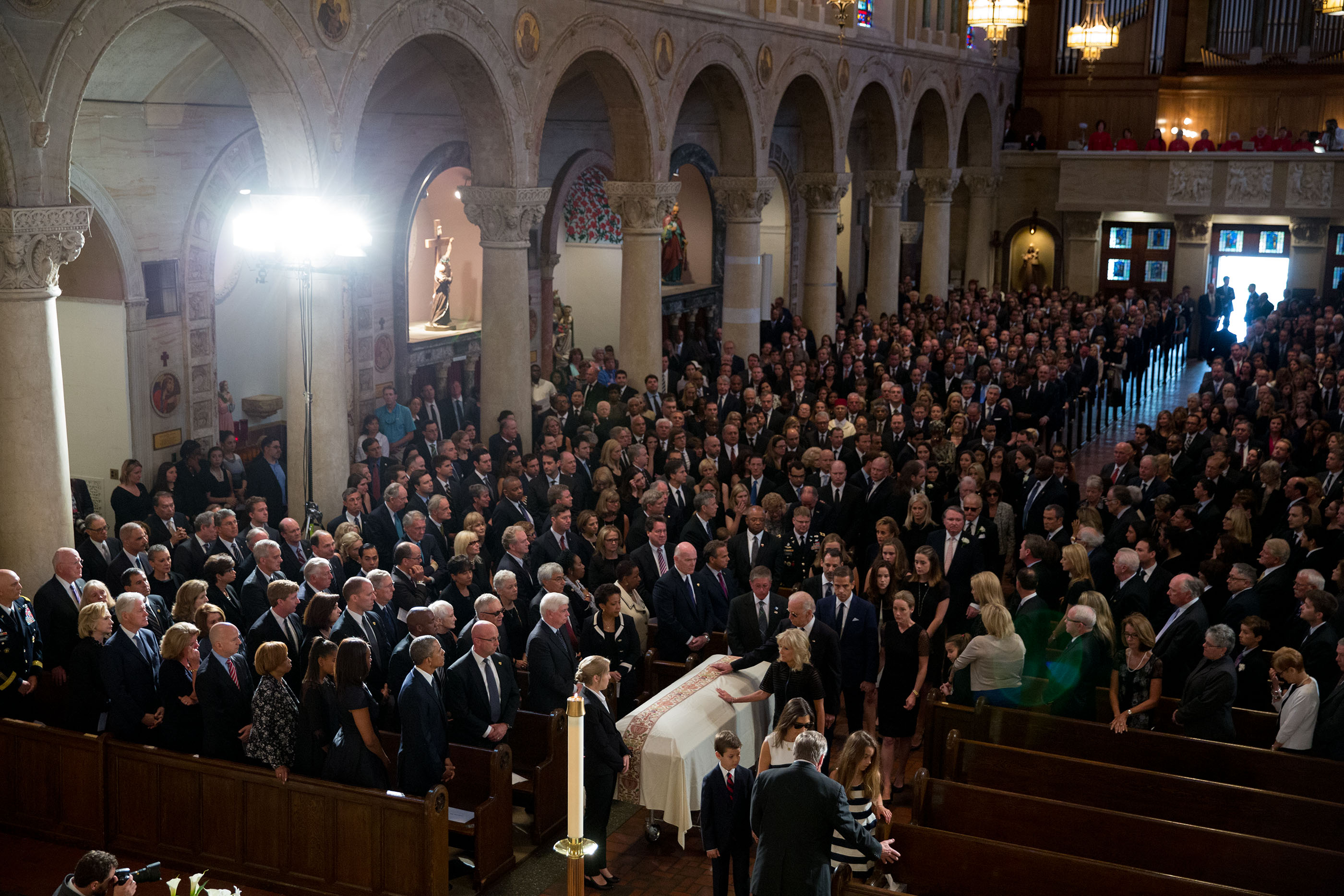
Msza pogrzebowa Bidena w kościele rzymskokatolickim św. Antoniego z Padwy, Wilmington, 2015

Według ojca Beau cierpiał na zesztywniające zapalenie stawów kręgosłupa, które zdiagnozowano w 2001 roku po powrocie ze służby w Kosowie.
Przez ostatnie kilka lat swojego życia Biden cierpiał na guza mózgu. W maju 2010 został przyjęty do szpitala Christiana w Newark w stanie Delaware. Oficjalnie podano informację, że Biden doznał lekkiego udaru. Jeszcze w maju Biden został przeniesiony do Szpitala Uniwersyteckiego Thomasa Jeffersona w Filadelfii i był trzymany na obserwacji przez kilka dni.
W sierpniu 2013 Biden został przyjęty do University of Texas MD Anderson Cancer Center w Houston. Zdiagnozowano wówczas u niego glejaka wielopostaciowego, nowotwór złośliwy mózgu. Guz został usunięty, a pacjent przeszedł radioterapię i chemioterapię. 20 maja 2015 roku Biden został przyjęty do Narodowego Wojskowego Centrum Medycznego im. Waltera Reeda w Bethesda, z powodu nawrotu choroby. Zmarł w szpitalu dziesięć dni później, tj. 30 maja 2015 roku, w wieku 46 lat. Jego pogrzeb odbył się 6 czerwca 2015 w kościele rzymskokatolickim św. Antoniego z Padwy w Wilmington, Delaware.
W pogrzebie Bidena uczestniczyli m.in.: ówczesny prezydent Barack Obama, pierwsza dama Michelle Obama, ich córki Malia i Sasha, były prezydent Bill Clinton, była sekretarz stanu i była pierwsza dama Hillary Clinton, były szef sztabu armii amerykańskiej Ray Odierno, a także ówczesny przewodniczący większości senackiej Mitch McConnell. Prezydent Obama powiedział wówczas o Bidenie „To był dobry człowiek. Zrobił w 46 lat to, czego większość z nas nie mogłaby zrobić w 146”. Na pogrzebie wystąpił Chris Martin, wokalista Coldplay, który wykonał „Til Kingdom Come”. Beau był fanem zespołu.
Beau Biden został pochowany przy parafii St. Joseph na Brandywine w Greenville, Delaware. Jego grób znajduje się w pobliżu grobów jego dziadków, Joe seniora i Catherine, oraz jego matki Neilii i siostry Naomi.

## Nagrody pośmiertne i spuścizna

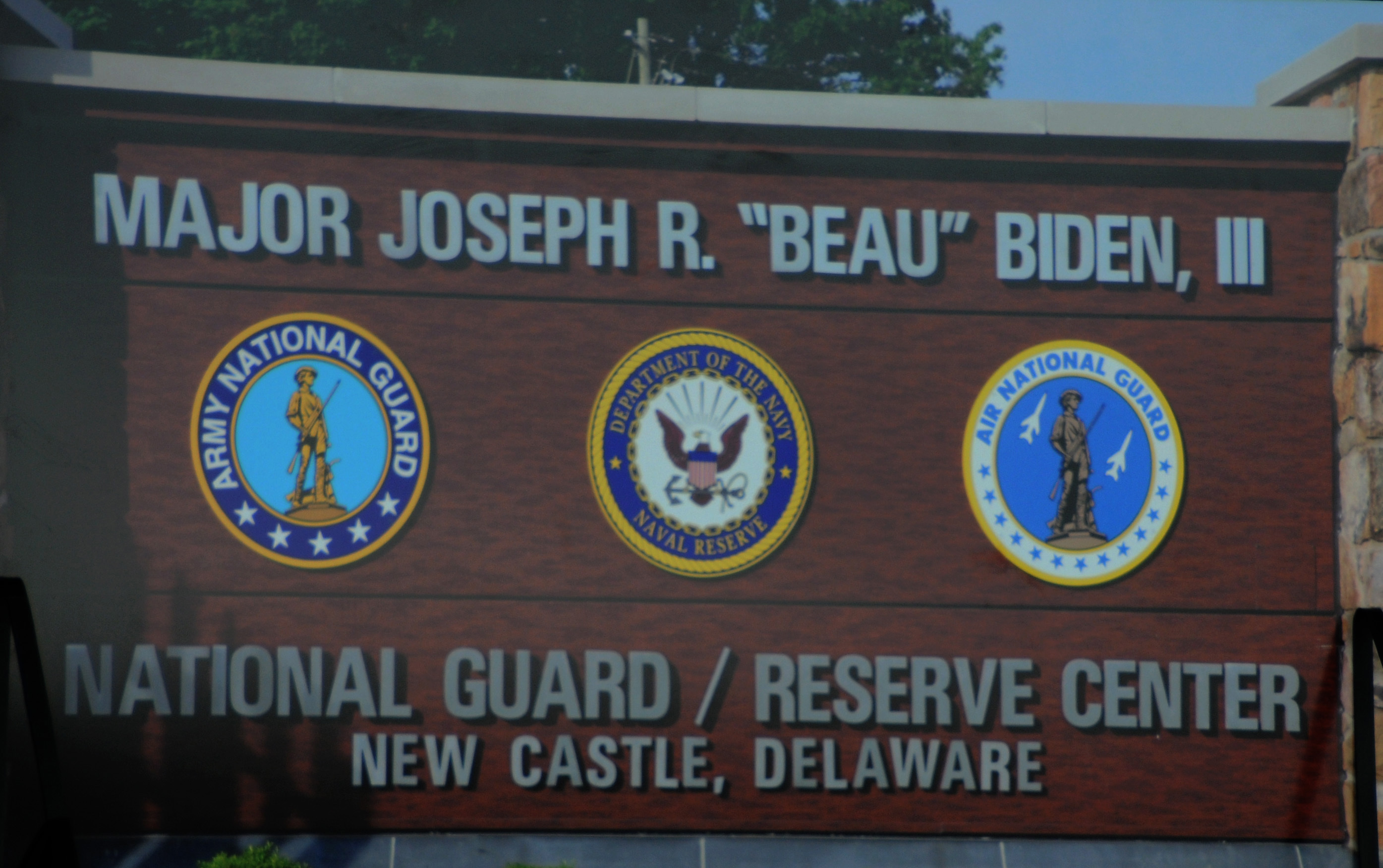
Budynek kwatery głównej Gwardii Narodowej Delaware w New Castle został przemianowany na cześć Bidena po jego śmierci.

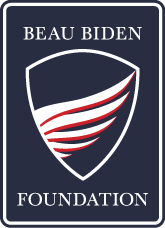
Beau Biden Foundation

4 listopada 2015 roku Biden został pośmiertnie odznaczony nagrodą Albert Schweitzer Leadership Award, to najwyższe wyróżnieniem przyznawane przez Hugh O'Brian Youth Leadership Foundation (HOBY), za zasługi dla ludzkości. W 2016 jedna z inicjatyw 21st Century Cures Act została nazwana inicjatywą „Beau Biden Cancer Moonshot”. W tym samym roku imienne stypendium jego imienia zostało ustanowione w Syracuse University College of Law.
W 2015 roku rodzina Bidenów utworzyła Beau Biden Foundation for the Protection of Children.
W sierpniu 2016 roku Joe Biden, jego siostra Valerie Biden Owens i syn Hunter wzięli udział w ceremonii, podczas której zmieniono nazwę południowo-wschodniej autostrady w Kosowie na „Joseph R. »Beau« Biden III”. Nazwa została nadana w uznaniu zasług Beau we wkład w szkolenie sędziów i prokuratorów Kosowie. W tym samym roku imieniem majora Bidena nazwano centrum rezerwy gwardii narodowej w New Castle, Delaware.
14 listopada 2017 roku Joe Biden opublikował pamiętnik zatytułowany Promise Me, Dad: A Year of Hope, Hardship and Purpose, w którym wspomina chorobę i śmierć Beau Bidena.
20 stycznia 2021, w dniu zaprzysiężenia Joe Bidena na prezydenta, zespół New Radicals zebrał się ponownie, aby wykonać ich przebój „You Get What You Give”. Piosenka była ulubioną piosenką Beau, a na jego pogrzebie w 2015 roku jego siostra Ashley wyrecytowała tekst piosenki w swojej mowie pochwalnej. Zespół odrzucał oferty występów w ciągu poprzednich 22 lat, ale chciał uhonorować ten dzień i uhonorować Beau. Gregg Alexander (wokalista zespołu) przed występem powiedział, że zobowiązali się, że zagrają raz jeszcze na cześć Beau, jeśli Joe Biden wygra wybory.